# Петренкове (Богодухівський район)
Петре́нкове — село в Україні, у Валківській міській громаді Богодухівського району Харківської області. Населення становить 17 осіб. До 2020 орган місцевого самоврядування — Шарівська сільська рада.

## Географія
Село Петренкове знаходиться на правому березі річки Карамушина, примикає до села Шевченкове, на відстані 2 км розташовані села Хворостове, Рогівка і Коверівка, поруч знаходиться лісовий масив (дуб), за 2 км проходить залізниця, станція Хворостове.

## Історія
12 червня 2020 року, розпорядженням Кабінету Міністрів України № 725-р «Про визначення адміністративних центрів та затвердження територій територіальних громад Харківської області», увійшло до складу Валківської міської громади.
19 липня 2020 року, в результаті адміністративно-територіальної реформи та ліквідації Валківського району, село увійшло до складу Богодухівського району.